# Song Hui-gyeong
Song Hui-gyeong (koreanisch 송희경; japanisch 宋 希璟 Sō Kikei; geboren 1376 in Korea; gestorben 1446) war ein Koreaner der Joseon-Dynastie, der als Gesandter nach Japan kam.

## Leben und Wirken
Song Hui-gyong kam im Jahr 1420, ein Jahr nach der Oei-Invasion (応永の外寇, Oe no Gaikō), als Gesandter nach Japan, um den Shogun Ashikaga Yoshinori (1394–1441) treffen, Er reiste nach Kyōto und hatte eine Audienz bei Yoshinori, um die Rückführung der von den japanischen Piraten gefangenen Koreaner zu fordern. Darüber gibt es den Bericht „Rōshōdō Nihon Kōroku“ (老松堂日本行録). Song starb im Alter von 71 Jahren. Er wurde gewöhnlich Masao (正夫) genannt. Sein Künstlername war Nosongdang (老松堂), japanisch Rōshōdō.